# Падерно Дуняно
Падѐрно Дуня̀но (на италиански: Paderno Dugnano, на западноломбардски: Paderna Dugnan, Падерна Дунян) е град и община в Северна Италия, провинция Милано, регион Ломбардия. Разположен е на 163 m надморска височина. Населението на общината е 47 058 души (към 2013 г.).